# Départements du Paraguay
Le Paraguay est divisé en 17 départements, sauf la capitale qui est constituée en un district autonome qui n'est incorporée à aucun département. À la tête de chaque département, se trouve un gouverneur élu par les citoyens de la région, sauf la capitale qui est gouvernée par un intendant assurant la fonction de maire. Voici la liste des départements (et leurs capitales) :
| 1. Alto Paraguay (Fuerte Olimpo) 2. Alto Paraná (Ciudad del Este) 3. Amambay (Pedro Juan Caballero) 4. Asuncion 5. Boquerón (Filadelfia) 6. Caaguazú (Coronel Oviedo) 7. Caazapá (Caazapá) 8. Canindeyú (Salto del Guairá) 9. Central (Areguá) 10. Concepción (Concepción) 11. Cordillera (Caacupé) 12. Guairá (Villarrica) 13. Itapúa (Encarnación) 14. Misiones (San Juan Bautista) 15. Ñeembucú (Pilar) 16. Paraguarí (Paraguarí) 17. Presidente Hayes (Pozo Colorado) 18. San Pedro (San Pedro) |